# Petri Suvanto
Petri Suvanto (Seinäjoki, 13 de novembro de 1992) é um automobilista finlandês. Ele fez parte do programa de jovens pilotos da McLaren em 2010.